# Dwór Rubinkowskiego w Toruniu
Dwór Rubinkowskiego w Toruniu – dawny dworek należący do Jakuba Kazimierza Rubinkowskiego, pochodzący z I poł. XVIII wieku. Jest on położony przy ul. Marii Skłodowskiej-Curie 100. Został wybudowany na terenie folwarku (później wsi), której nadał nazwę Rubinkowo. Pełnił funkcję letniej rezydencki, a także browaru, karczmy, młyny i owczarni. Do dzisiaj zachował się tylko budynek dworu, przebudowywany na przestrzeni lat. Budynek figuruje w gminnej ewidencji zabytków (nr 2076).